# Tom Clancy's Rainbow Six: Siege
Tom Clancy's Rainbow Six: Siege és un videojoc de trets en primera persona tàctic multijugador de 5 contra 5 en el qual hi ha 3 modes de joc: "Desactivar la bomba", "Capturar l'objectiu" i "Protecció de l'ostatge". Està desenvolupat per l'empresa Ubisoft Montreal i distribuït per Ubisoft per a les plataformes PlayStation 4, Xbox One, PlayStation 5, Xbox Series X, Xbox Series S i Microsoft Windows. El joc va ser anunciat a la conferència d'E3 el juny de 2014 i, després de ser endarrerit, la seva data de 
llançament es va produir l'1 de desembre de 2015.

## Desenvolupadora
Ubisoft Montréal (abans Ubisoft Divertissements Inc.) és una empresa desenvolupadora de videojocs, amb seu a Montreal, Quebec, Canadà i subsidiària d'Ubisoft. És responsable del desenvolupament de títols per a les franquícies, Prince of Persia, Assassins Creed, Tom Clancy, Far Cry, entre d'altres.

## Jugabilitat
El joc consisteix en partides d'equips de cinc atacants contra cinc defensors. Els defensors han de defensar un objectiu dins una estructura, ja sigui un ostatge, dues bombes o un contenidor biològic. Si aconsegueixen defensar l'objectiu amb èxit o eliminen tots els atacants, guanyen la ronda. Els atacants han de rescatar, desactivar, o assegurar l'objectiu (respectivament), o eliminar els defensors per guanyar.

## Modalitats de joc
- Ostatge: els atacants han de localitzar i extreure un ostatge d'un edifici, mentre els defensors ho han d'evitar.
- Bomba: els atacants han de localitzar una de dues bombes i plantar o activar un sedax (sistema expert en desactivació d'artefactes explosius). Els atacants guanyen la ronda si aconsegueixen desarmar una bomba o si eliminen l'equip enemic.
- Assegurar la zona: els atacants han de localitzar una zona on hi ha un contenidor de material biològic perillós i han d'assegurar l'àrea; per això, han de romandre a la sala durant 10 segons consecutius sense cap defensor a l'àrea.

Cada cert temps hi ha events especials com Outbreak o Golden Pistol, que afegeixen diferent jugabilitat al joc i més diversió.
Rangs: Els rangs es defineixen mitjançant un sistema de punts anomenats MMR o ELO els quals es van pujant o baixant també pujades o baixes de rang EX: Plata (2100 - 2600 MMR)
Els rangs es classifiquen d'aquesta manera:
| Rang   | Rang  | Rang   | Rang  | Rang | Rang  | Rang    | Rang         |
| Nivell | Coure | Bronze | Plata | Or   | Platí | Diamant | Campió       |
| ------ | ----- | ------ | ----- | ---- | ----- | ------- | ------------ |
| Nivell | 1     | 1      | 1     | 1    | 1     | 1       | (Màxim Rang) |
| Nivell | 2     | 2      | 2     | 2    | 2     | 1       | (Màxim Rang) |
| Nivell | 3     | 3      | 3     | 2    | 2     | 1       | (Màxim Rang) |
| Nivell | 4     | 4      | 4     | 3    | 3     | 1       | (Màxim Rang) |
| Nivell | 5     | 5      | 5     | 3    | 3     | 1       | (Màxim Rang) |